# Llista d'asteroides/137401-137500
| Nom      | Designació provisional | Data de descobriment  | Lloc de descobriment    | Descobridor/s |
| -------- | ---------------------- | --------------------- | ----------------------- | ------------- |
| 137401 - | 1999 TM177             | 10 d'octubre de 1999  | Socorro                 | LINEAR        |
| 137402 - | 1999 TS177             | 10 d'octubre de 1999  | Socorro                 | LINEAR        |
| 137403 - | 1999 TE178             | 10 d'octubre de 1999  | Socorro                 | LINEAR        |
| 137404 - | 1999 TT178             | 10 d'octubre de 1999  | Socorro                 | LINEAR        |
| 137405 - | 1999 TX179             | 10 d'octubre de 1999  | Socorro                 | LINEAR        |
| 137406 - | 1999 TC180             | 10 d'octubre de 1999  | Socorro                 | LINEAR        |
| 137407 - | 1999 TK180             | 10 d'octubre de 1999  | Socorro                 | LINEAR        |
| 137408 - | 1999 TK183             | 11 d'octubre de 1999  | Socorro                 | LINEAR        |
| 137409 - | 1999 TJ186             | 12 d'octubre de 1999  | Socorro                 | LINEAR        |
| 137410 - | 1999 TQ186             | 12 d'octubre de 1999  | Socorro                 | LINEAR        |
| 137411 - | 1999 TS188             | 12 d'octubre de 1999  | Socorro                 | LINEAR        |
| 137412 - | 1999 TM189             | 12 d'octubre de 1999  | Socorro                 | LINEAR        |
| 137413 - | 1999 TY189             | 12 d'octubre de 1999  | Socorro                 | LINEAR        |
| 137414 - | 1999 TB190             | 12 d'octubre de 1999  | Socorro                 | LINEAR        |
| 137415 - | 1999 TY192             | 12 d'octubre de 1999  | Socorro                 | LINEAR        |
| 137416 - | 1999 TW193             | 12 d'octubre de 1999  | Socorro                 | LINEAR        |
| 137417 - | 1999 TW194             | 12 d'octubre de 1999  | Socorro                 | LINEAR        |
| 137418 - | 1999 TK195             | 12 d'octubre de 1999  | Socorro                 | LINEAR        |
| 137419 - | 1999 TN195             | 12 d'octubre de 1999  | Socorro                 | LINEAR        |
| 137420 - | 1999 TT195             | 12 d'octubre de 1999  | Socorro                 | LINEAR        |
| 137421 - | 1999 TR199             | 12 d'octubre de 1999  | Socorro                 | LINEAR        |
| 137422 - | 1999 TE202             | 13 d'octubre de 1999  | Socorro                 | LINEAR        |
| 137423 - | 1999 TO202             | 13 d'octubre de 1999  | Socorro                 | LINEAR        |
| 137424 - | 1999 TY202             | 13 d'octubre de 1999  | Socorro                 | LINEAR        |
| 137425 - | 1999 TV205             | 13 d'octubre de 1999  | Socorro                 | LINEAR        |
| 137426 - | 1999 TM207             | 14 d'octubre de 1999  | Socorro                 | LINEAR        |
| 137427 - | 1999 TF211             | 15 d'octubre de 1999  | Socorro                 | LINEAR        |
| 137428 - | 1999 TJ211             | 15 d'octubre de 1999  | Socorro                 | LINEAR        |
| 137429 - | 1999 TX212             | 15 d'octubre de 1999  | Socorro                 | LINEAR        |
| 137430 - | 1999 TA213             | 15 d'octubre de 1999  | Socorro                 | LINEAR        |
| 137431 - | 1999 TU215             | 15 d'octubre de 1999  | Socorro                 | LINEAR        |
| 137432 - | 1999 TD216             | 15 d'octubre de 1999  | Socorro                 | LINEAR        |
| 137433 - | 1999 TT216             | 15 d'octubre de 1999  | Socorro                 | LINEAR        |
| 137434 - | 1999 TQ219             | 1 d'octubre de 1999   | Catalina                | CSS           |
| 137435 - | 1999 TE220             | 1 d'octubre de 1999   | Catalina                | CSS           |
| 137436 - | 1999 TE226             | 2 d'octubre de 1999   | Kitt Peak               | Spacewatch    |
| 137437 - | 1999 TG229             | 4 d'octubre de 1999   | Socorro                 | LINEAR        |
| 137438 - | 1999 TP232             | 5 d'octubre de 1999   | Catalina                | CSS           |
| 137439 - | 1999 TL233             | 3 d'octubre de 1999   | Socorro                 | LINEAR        |
| 137440 - | 1999 TX235             | 3 d'octubre de 1999   | Catalina                | CSS           |
| 137441 - | 1999 TG238             | 4 d'octubre de 1999   | Catalina                | CSS           |
| 137442 - | 1999 TJ239             | 4 d'octubre de 1999   | Catalina                | CSS           |
| 137443 - | 1999 TK240             | 4 d'octubre de 1999   | Catalina                | CSS           |
| 137444 - | 1999 TE245             | 12 d'octubre de 1999  | Socorro                 | LINEAR        |
| 137445 - | 1999 TE247             | 6 d'octubre de 1999   | Socorro                 | LINEAR        |
| 137446 - | 1999 TW252             | 9 d'octubre de 1999   | Socorro                 | LINEAR        |
| 137447 - | 1999 TN254             | 8 d'octubre de 1999   | Socorro                 | LINEAR        |
| 137448 - | 1999 TS257             | 9 d'octubre de 1999   | Socorro                 | LINEAR        |
| 137449 - | 1999 TB264             | 15 d'octubre de 1999  | Kitt Peak               | Spacewatch    |
| 137450 - | 1999 TG273             | 5 d'octubre de 1999   | Socorro                 | LINEAR        |
| 137451 - | 1999 TD280             | 7 d'octubre de 1999   | Socorro                 | LINEAR        |
| 137452 - | 1999 TW281             | 8 d'octubre de 1999   | Socorro                 | LINEAR        |
| 137453 - | 1999 TL283             | 9 d'octubre de 1999   | Socorro                 | LINEAR        |
| 137454 - | 1999 TT283             | 9 d'octubre de 1999   | Socorro                 | LINEAR        |
| 137455 - | 1999 TE285             | 9 d'octubre de 1999   | Socorro                 | LINEAR        |
| 137456 - | 1999 TF288             | 10 d'octubre de 1999  | Socorro                 | LINEAR        |
| 137457 - | 1999 TC289             | 10 d'octubre de 1999  | Socorro                 | LINEAR        |
| 137458 - | 1999 TD290             | 10 d'octubre de 1999  | Socorro                 | LINEAR        |
| 137459 - | 1999 TH293             | 12 d'octubre de 1999  | Socorro                 | LINEAR        |
| 137460 - | 1999 TN313             | 6 d'octubre de 1999   | Socorro                 | LINEAR        |
| 137461 - | 1999 TJ316             | 10 d'octubre de 1999  | Kitt Peak               | Spacewatch    |
| 137462 - | 1999 TN316             | 10 d'octubre de 1999  | Kitt Peak               | Spacewatch    |
| 137463 - | 1999 TT320             | 10 d'octubre de 1999  | Socorro                 | LINEAR        |
| 137464 - | 1999 TV320             | 10 d'octubre de 1999  | Socorro                 | LINEAR        |
| 137465 - | 1999 UG3               | 19 d'octubre de 1999  | Bergisch Gladbach       | W. Bickel     |
| 137466 - | 1999 UB4               | 27 d'octubre de 1999  | Starkenburg Observatory | Starkenburg   |
| 137467 - | 1999 UN9               | 29 d'octubre de 1999  | Catalina                | CSS           |
| 137468 - | 1999 UT11              | 29 d'octubre de 1999  | Kitt Peak               | Spacewatch    |
| 137469 - | 1999 UE14              | 29 d'octubre de 1999  | Catalina                | CSS           |
| 137470 - | 1999 UX15              | 29 d'octubre de 1999  | Catalina                | CSS           |
| 137471 - | 1999 UN16              | 29 d'octubre de 1999  | Catalina                | CSS           |
| 137472 - | 1999 UW16              | 29 d'octubre de 1999  | Catalina                | CSS           |
| 137473 - | 1999 UY16              | 30 d'octubre de 1999  | Catalina                | CSS           |
| 137474 - | 1999 UT17              | 30 d'octubre de 1999  | Kitt Peak               | Spacewatch    |
| 137475 - | 1999 UD19              | 30 d'octubre de 1999  | Kitt Peak               | Spacewatch    |
| 137476 - | 1999 UC20              | 31 d'octubre de 1999  | Kitt Peak               | Spacewatch    |
| 137477 - | 1999 UG20              | 31 d'octubre de 1999  | Kitt Peak               | Spacewatch    |
| 137478 - | 1999 UP21              | 31 d'octubre de 1999  | Kitt Peak               | Spacewatch    |
| 137479 - | 1999 UC24              | 28 d'octubre de 1999  | Catalina                | CSS           |
| 137480 - | 1999 UD30              | 31 d'octubre de 1999  | Kitt Peak               | Spacewatch    |
| 137481 - | 1999 UJ30              | 31 d'octubre de 1999  | Kitt Peak               | Spacewatch    |
| 137482 - | 1999 UM30              | 31 d'octubre de 1999  | Kitt Peak               | Spacewatch    |
| 137483 - | 1999 UT32              | 31 d'octubre de 1999  | Kitt Peak               | Spacewatch    |
| 137484 - | 1999 UK34              | 31 d'octubre de 1999  | Kitt Peak               | Spacewatch    |
| 137485 - | 1999 UR35              | 30 d'octubre de 1999  | Kitt Peak               | Spacewatch    |
| 137486 - | 1999 UY35              | 31 d'octubre de 1999  | Kitt Peak               | Spacewatch    |
| 137487 - | 1999 UA37              | 16 d'octubre de 1999  | Kitt Peak               | Spacewatch    |
| 137488 - | 1999 UG44              | 29 d'octubre de 1999  | Catalina                | CSS           |
| 137489 - | 1999 UN45              | 31 d'octubre de 1999  | Catalina                | CSS           |
| 137490 - | 1999 UQ50              | 30 d'octubre de 1999  | Catalina                | CSS           |
| 137491 - | 1999 UD51              | 31 d'octubre de 1999  | Catalina                | CSS           |
| 137492 - | 1999 UM51              | 31 d'octubre de 1999  | Catalina                | CSS           |
| 137493 - | 1999 UO51              | 31 d'octubre de 1999  | Catalina                | CSS           |
| 137494 - | 1999 UJ52              | 31 d'octubre de 1999  | Catalina                | CSS           |
| 137495 - | 1999 UH53              | 21 d'octubre de 1999  | Socorro                 | LINEAR        |
| 137496 - | 1999 UM53              | 19 d'octubre de 1999  | Kitt Peak               | Spacewatch    |
| 137497 - | 1999 VH                | Ondřejov              | L. Šarounová            |               |
| 137498 - | 1999 VP8               | 7 de novembre de 1999 | Gnosca                  | S. Sposetti   |
| 137499 - | 1999 VS11              | 5 de novembre de 1999 | Farpoint                | Farpoint      |
| 137500 - | 1999 VG13              | 1 de novembre de 1999 | Socorro                 | LINEAR        |